# Ptochophyle rubripennis
Ptochophyle rubripennis är en fjärilsart som beskrevs av W. Warren 1898. Ptochophyle rubripennis ingår i släktet Ptochophyle och familjen mätare. Inga underarter finns listade.